# Nucleoïde

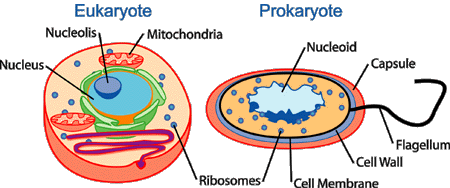
Rechts een prokaryote cel met een nucleoide,
links ter vergelijking een eukaryote cel met daarin de celkern of nucleus.

De nucleoïde is de onregelmatig gevormde plek in prokaryoten waar het genoom, het erfelijke materiaal zich bevindt en kan op die manier met de celkern van de eukaryoten worden vergeleken. De nucleoïde wordt niet door een kernmembraan omgeven, maar is wel van het omliggende cytoplasma te onderscheiden en bestaat voor 60% uit DNA in een circulair genofoor. Dat is een chromosoom maar zonder chromatine.